# كيندرد (رواية)
رواية للكاتبة الأمريكية اوكاتفيا إي. بتلر، تتضمن السفر عبر الزمن وصنفت على غرار روايات العبيد. نشرت لأول مرة في عام 1979 ولا تزال تحظى بشعبية كبيرة. اختيرت بصورة متكررة باعتبارها نصًا لبرامج القراءة على مستوى المجتمع ومؤسسات الكتاب، فضلًا عن كونها خيارًا شائعًا لدورات المدارس الثانوية والكليات.
الكتاب، هو قصة بصيغة المتكلم لكاتبة شابة أمريكية من أصل أفريقي، دانا، التي تجد نفسها منتقلة في الزمن بين منزلها في لوس أنجلوس، كاليفورنيا عام 1976 ومزرعة ما قبل الحرب الأهلية في ماريلاند. تلتقي هناك بأسلافها: امرأة سوداء حرة وفخورة، ومزارع أبيض أجبرها على العبودية والتسري. عندما تبقى دانا في الماضي، تتورط بشكل كبير مع مجتمع المزرعة. تتخذ خيارات صعبة للنجاة من العبودية وضمان عودتها إلى زمنها.
تكشف رواية كيندرد ديناميكيات ومشكلات العبودية ما قبل الحرب من إحساس امرأة سوداء في أواخر القرن العشرين. تكتشف تراثها في المجتمع الأمريكي المعاصر. من خلال زوجين متعددي الأعراق يشكلان الجوهر العاطفي للقصة، وتكشف الرواية أيضًا تداخل قضايا السلطة، والجنس، والعرق، وتتكهن آفاق المساواة في المستقبل. في حين تُصنف معظم أعمال بتلر على أنها خيال علمي، تعد كيندرد تخطيًا لحدود الأسلوب. تصنف على أنها أدب أو أدب أفريقي أمريكي. صنفت بتلر العمل على أنه نوع من الخيال القاتم.

## الحبكة
لاحظ العلماء أن فصول الرواية توحي إلى شيء عنصري، ومروع، ونموذج أصلي حول الأحداث في السرد، ما يعطي الانطباع بأن الشخصيات الرئيسية تشارك في أمور أكبر من تجاربها الشخصية. 
مقدمة
تستيقظ دانا في المستشفى وذراعها مبتورة. يستجوبها نواب الشرطة حول الظروف المحيطة بفقدان ذراعها ويسألونها إذا كان زوجها كيفن يضربها، وهو رجل أبيض. فتخبرهم أنه كان حادثًا وكيفن ليس المسؤول عنه، عند زيارته لها، يخاف كلاهما قول الحقيقة لأن لا أحد سيصدقهما.
النهر
يبدأ مأزقهم في 9 يوليو 1976، يوم ميلادها السادس والعشرين. في اليوم السابق لها انتقلت مع كيفن إلى بيت جديد على بعد أميال من شقتها القديمة في لوس أنجلوس، في أثناء تفريغ الأمتعة، تصاب دانا بالدوار فجأة ويبدأ محيطها بالتلاشي، وعندما تعود إلى صوابها، تجد نفسها على حافة الغابة، بالقرب من نهر يغرق فيه صبي أحمر الشعر. تدخل بعده وتسحبه إلى الشاطئ محاولة إنعاشه، وتبدأ والدة الصبي التي لم تتمكن من إنقاذه بالصراخ وضرب دانا متهمتها بقتل ابنها الذي تعرفه باسم روفوس. يصل رجل يوجه مسدسه نحو دانا، يحاول إخافتها. تصاب بالدوار مرة أخرى، وتعود إلى منزلها الجديد وكيفن بجوارها مصدوم من اختفائها وظهورها، يحاول فهم ما إذا كانت الحادثة حقيقة أم هلوسة.
الحريق
تغسل دانا أوساخ النهر عنها قبل عودة الدوار مرة أخرى. تنتقل هذه المرة إلى غرفة النوم حيث يشعل فتى أحمر الشعر ستائر نومه، يتبين أنه روفوس، وهو أكبر ببضع سنوات. تطفئ دانا النار بسرعة وتتحدث إلى روفوس، الذي يعترف دون خوف أنه أشعل الستائر، ويذهب مسرعًا إلى والده ليضربه بعد أن سرق دولارًا. خلال المحادثة التي تلت ذلك، يستخدم روفوس كلمة زنجي للإشارة إلى دانا السوداء، تزعجها بداية، لكنها تكتشف أنها انتقلت إلى الوراء في الزمان والمكان، وتحديدًا إلى مزرعة ماريلاند1815. بعد نصيحة روفوس، تبحث دانا عن ملجأ فتجده في منزل آليس غرينوود ووالدتها، وتحرر السود الذين يعيشون على حافة المزرعة. تدرك دانا أن روفوس وآليس هما أسلافها وسوف ينجبان الأطفال يومًا ما.
تشاهد في منزل غرينوود مجموعة من الرجال البيض يسحبون والد آليس وهو «عبد» ويضربونه بوحشية لوجوده هناك بدون أوراق. يلكم أحد الرجال والدة آليس عندما ترفض تقدمه. يغادر الرجال، تخرج دانا من مخبئها، وتساعد والدة آليس، ليواجهها أحد الرجال البيض، يضربها ويحاول اغتصابها. وخوفًا على حياتها، تصاب دانا بالدوار وتعود إلى 1976. بالرغم من مرور ساعات عليها، يؤكد كيفن أنها ذهبت لبضع دقائق فقط.
يستعد كيفن ودانا في اليوم التالي، لاحتمال أن تسافر عبر الزمن مرة أخرى، عن طريقة تعبئة حقيبة النجاة، وإجراء بعض الأبحاث عن تاريخ السود في مكتبتهم المنزلية.
السقوط
في ذكريات الماضي، تروي دانا كيف قابلت كيفن في أثناء قيامها بالعديد من الوظائف بأقل الأجور في مستودع لقطع غيار السيارات. يهتم كيفن بها عندما يعلم أنها كاتبة مثله. وتصادقه على الرغم من أنه أبيض، ويحكم زملاؤهما في العمل على علاقتهما. يجدان أن لديهما الكثير من القواسم المشتركة، يتيمين، ويحبان الكتابة، وترفض عائلتاهما طموحهما في أن يصبحا كاتبين، يصبحان عاشقين.
في أثناء مغادرة كيفن للمكتبة لمعرفة كيفية تزوير أوراق الضمان لدانا، تشعر بالدوار يعود. يمسكها كيفن هذه المرة ويسافر أيضًا إلى الماضي. يجدان روفوس يتلوى من ألم كسر ساقه. بجانبه صبي أسود يدعى نايجل، يرسلوه إلى المنزل الرئيسي طلبًا للمساعدة. يتفاعل روفوس مع الكفر الشديد عندما يعلم أن كيفن ودانا متزوجان، إذ لا يسمح بزواج البيض والسود في زمنه. يشرح كيفن ودانا لروفوس أنهما من المستقبل ويثبتان ذلك بإظهار التواريخ المختومة على العملات التي يحملها كيفن في جيوبه. يعدهم روفوس أن يبقي هويتهما سرية، وتخبر دانا كيفن بالتظاهر أنه مالكها. يصل توم ويلين مع عبده لوك لاستعادة روفوس، يقدم كيفن نفسه. يدعوه ويلين لتناول العشاء على مضض. بمجرد عودتهم إلى مزرعة ويلين، تقلق مارغريت والدة روفوس على صحة ابنها، وبسبب غيرتها من الاهتمام الذي أظهره روفوس لدانا، ترسلها للطبخ. تلتقي هناك بعبدتين، سارة الطاهية وكاري ابنتها البكماء. يفكران فيما يجب عليهما فعله، يقبل كيفن عرض ويلين ليصبح مدرس روفوس. يبقى كيفن ودانا لعدة أسابيع في المزرعة. يلاحظان القسوة التي لا هوادة فيها والتعذيب الذي يستخدمه ويلين ومارغريت وابنهما المدلل ضد العبيد. في حين لا يوجد شيء شرير وسادي في الواقع، إلا أنهم يشعرون أن من حقهم معاملة العبيد كممتلكات. يمسك ويلين دانا تقرأ، ويضربها بلا رحمة. يتغلب عليها الدوار قبل وصول كيفن إليها، وتعود وحدها إلى عام 1976.